# Gangachhara
Gangachhara è un sottodistretto (upazila) del Bangladesh situato nel distretto di Rangpur, divisione di Rangpur. Si estende su una superficie di 209,61 km² e conta una popolazione di 297.869  abitanti (censimento 2011).